# Winterdiesel

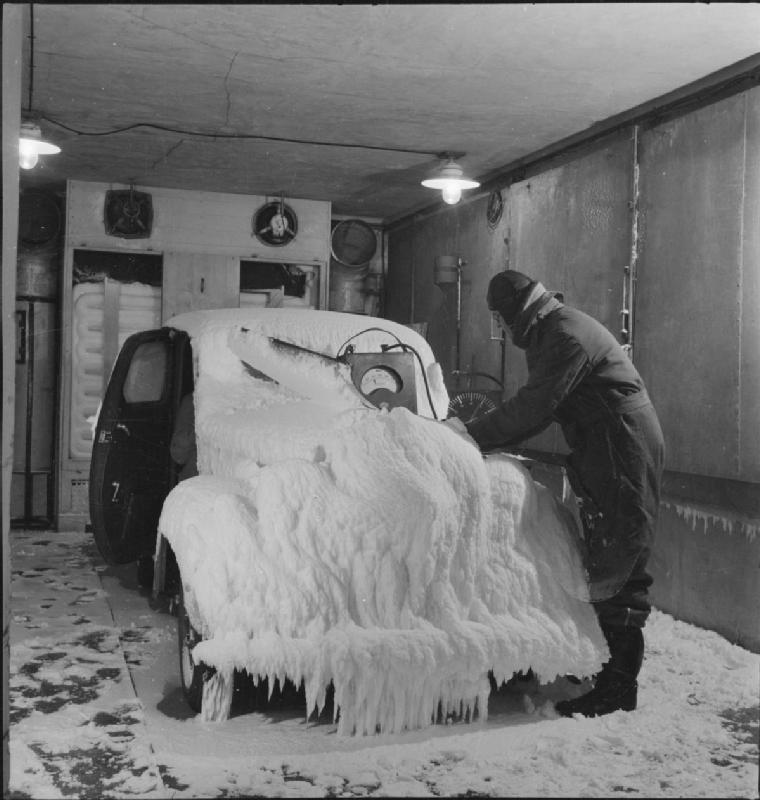
Nach drei Tagen im Kältetest wird das Starten des Motors getestet. (Automobilfabrik in Großbritannien 1945)

Winterdiesel ist ein Dieselkraftstoff, dem Additive zugemischt sind, die das Ausflocken von Paraffinen bei niedrigeren Temperaturen reduzieren. Ohne diese Zusätze bilden sich in den Kraftstoffleitungen Paraffinkristalle, die durch Verstopfen des Kraftstofffilters ein Durchfließen des Dieselkraftstoffs vom Tank zum Motor verhindern. Die Filtrierbarkeitsgrenze (engl.: Cold Filter Plugging Point, CFPP), bei dem ein Prüffilter unter definierten Bedingungen verstopft, ist im Winterdiesel gegenüber dem Sommerdiesel deutlich herabgesetzt.
Ein weiterer Grund für das Einfrieren des normalen Dieselkraftstoffs ist, dass dieser bis zu 8 Prozent Wasser aufnehmen kann, das dann im Winter gefriert. Viele Diesel-Pkw sind mit einer Filter-Vorwärmung ausgestattet, die den Betrieb mit Winterdiesel über den beim CFPP angegebenen Temperaturwert hinaus sicherstellen.
Winterdiesel hat tendenziell eine niedrigere Cetanzahl als Sommerdiesel, da beim Winterkraftstoff wegen der notwendigen Kälteeigenschaften auf höhersiedende Komponenten teilweise verzichtet werden muss.

## Handelssorten

### Winterdiesel
Die Filtrierbarkeitsgrenze (Nutzbarkeit) des Dieselkraftstoffes ist über den CFPP-Wert jahreszeitabhängig in der EN 590 geregelt – der Winterdiesel erhält bereits in der Raffinerie spezielle Additive für die Wintersaison von 15. November bis 28. Februar und muss dabei einen CFPP-Wert von −20 °C oder tiefer erreichen. Viele Mineralölfirmen setzen den CFPP-Wert in den Wintermonaten typischerweise auf −22 °C kältefest herab. In einer Übergangszeit muss Dieselkraftstoff bis −10 °C funktionieren, in Deutschland ist dies von Anfang Oktober bis Mitte November sowie vom Anfang März bis Mitte April gefordert.
Die von vielen Mineralölfirmen angebotenen hochpreisigen Premiumdieselkraftstoffsorten besitzen einen garantierten CFPP-Wert von −24 °C bzw. −40 °C und einen typischen Wert von −28 bis −38 °C.
In Österreich ermittelte der Verkehrsclub ÖAMTC in einem nicht mit deutschen Verhältnissen vergleichbaren Test bei allen Proben eine Beständigkeit von höchstens −27 °C.
An den Tankstellen in Deutschland und in Österreich wird jährlich ab November bis ins Frühjahr, in der Schweiz ganzjährig, nur Winterdiesel angeboten. Daher ist für den Konsumenten normalerweise kein Unterschied spürbar.
Die europaweit geltende Europäische Norm EN 590 definiert sechs Klassen von Dieselkraftstoffen für gemäßigte Klimazonen – diese haben ältere Definition für Winterdiesel, wie in DIN-Norm DIN 51628, abgelöst. Der Cloudpoint ist in EN 590 nicht angegeben, in DIN 51603 für Heizöl wird bei CFPP −10 °C ein Cloudpoint unter +1 °C gefordert. Verfügbare Additive erreichen einen CFPP −20 °C basierend auf Dieselkraftstoff mit Cloudpoint −7 °C. Die Testdefinition mit ihren normierten Laborbedingungen wird vom ADAC als zu schwach kritisiert – bei Experimentalversuchen mit verschiedenen Dieselsorten mit verschiedenen Dieselmotoren in der Kältekammer konnte keine direkte Korrelation zwischen CFPP-Wert und der Kaltstartfähigkeit beobachtet werden.
|            | Klasse A                    | Klasse B                    | Klasse C                    | Klasse D                    | Klasse E                    | Klasse F                    |
| ---------- | --------------------------- | --------------------------- | --------------------------- | --------------------------- | --------------------------- | --------------------------- |
| CFPP-Wert  | +5 °C                       | 0 °C                        | −5 °C                       | −10 °C                      | −15 °C                      | −20 °C                      |
| Cloudpoint | (nicht angegeben in EN 590) | (nicht angegeben in EN 590) | (nicht angegeben in EN 590) | (nicht angegeben in EN 590) | (nicht angegeben in EN 590) | (nicht angegeben in EN 590) |

### Polardiesel
In manchen Regionen Europas, in denen noch niedrigere Temperaturen zu erwarten sind (z. B. in Skandinavien), wird neben dem Winterdiesel noch Polardiesel angeboten. Hierbei handelt es sich um einen Dieselkraftstoff, der mit Hilfe weiterer Additive teilweise bis −40 °C nutzbar ist. Das allgemeine Lieferangebot beinhaltet dabei als Polardiesel eine Spezifikation mit CFPP von −33 °C.
Die EN 590 definiert fünf Klassen von Dieselkraftstoffen für arktische Klimazonen. Auch wenn es nicht vom Gesetzgeber gefordert wird, greifen Hersteller für ihre Premiumdiesel auf diese Definitionen zurück. Ein niedriger Cloudpoint in EN 590 sichert, dass Paraffinpartikel nicht am Boden des Tanks nach einiger Zeit ausgefällt werden, da die Tagestemperaturen diese auflösen können. Um eine Kältefestigkeit jenseits Klasse 4 zu erreichen, wäre ein kerosinartiger Treibstoff notwendig, der eine entsprechend niedrige Cetanzahl hätte (in EN 590 mindestens 45 bei Polardiesel).
|            | Klasse 0 | Klasse 1 | Klasse 2 | Klasse 3 | Klasse 4 |
| ---------- | -------- | -------- | -------- | -------- | -------- |
| CFPP-Wert  | −20 °C   | −26 °C   | −32 °C   | −38 °C   | −44 °C   |
| Cloudpoint | −10 °C   | −16 °C   | −22 °C   | −28 °C   | −34 °C   |

## Angebot an Tankstellen
Die Messmethoden für Dieselkraftstoffe sind in der Norm EN 590 definiert, die in allen Ländern der EU, Island, Norwegen und der Schweiz einheitliche Festlegungen trifft. Eingeführt wurde diese Norm in Zusammenhang mit der Festlegung von Abgasnormen, die für Diesel eine Verringerung der Schwefelwerte vorsieht. Sie beinhaltet als Filtertest den Cold Filter Plugging Point (CFPP). In den USA wurde mit dem „Low Temperature Flow Test“ (ASTM D4539) ebenfalls eine genormte Methode zur Bestimmung der Winterfestigkeit von Diesel mit Additiven entwickelt, die jedoch in der Norm ASTM D 975 für Dieselkraftstoffe nicht bindend ist. Sowohl der Filterpunkt nach CFPP als auch LTFT liegen einige Grad über dem Stockpunkt (Pour Point), ab dem der Diesel nicht mehr gepumpt werden kann.

### Deutschland
Die Zeiten und Mindestanforderungen sind in DIN EN 590 geregelt. Die eigendefinierten Anforderungen an Premiumdiesel der Mineralölkonzerne beinhalten teilweise CFPP-Werte, die ganzjährig über die Anforderungen an Winterdiesel hinausgehen. (OMV MaxxMotion CFPP −40 °C, Aral/BP Ultimate Diesel CFPP −24 °C / −30 °C) Die meisten Tankstellenketten sichern zu, den Winterdiesel mit CFPP −22 °C auszuliefern.
| Bezeichnung   | CFPP-Wert | Zeitraum        |
| ------------- | --------- | --------------- |
| Sommerdiesel  | 0 °C      | 15.04. – 30.09. |
| Übergangszeit | −10 °C    | 01.10. – 15.11. |
| Winterdiesel  | −20 °C    | 16.11. – 28.02. |
| Übergangszeit | −10 °C    | 01.03. – 14.04. |

### Österreich
Der Übergangsdiesel im März in Österreich garantiert eine Verwendbarkeit bis −15 °C. Im Angebot befindliche Premiumdiesel der Mineralölkonzerne beinhalten teilweise CFPP-Werte, die ganzjährig über die Anforderungen an Winterdiesel hinausgehen. (OMV MaxxMotion CFPP −40 °C, Aral/BP Ultimate Diesel CFPP −24 °C / −30 °C)
| Bezeichnung   | CFPP-Wert              | Zeitraum        |
| ------------- | ---------------------- | --------------- |
| Sommerdiesel  | +5 °C                  | 01.04. – 30.09. |
| Übergangszeit | zwischen +5 und −20 °C | 01.10. – 31.10. |
| Winterdiesel  | −20 °C                 | 01.11. – 28.02. |
| Übergangszeit | −15 °C                 | 01.03. – 31.03. |

Quelle der Tabellendaten:

### Schweiz
Obwohl es in der Norm SN EN 590 eine Unterscheidung von Sommer- und Winterdiesel gibt, hat sich in der Schweiz ein Ganzjahresdiesel durchgesetzt – dabei wird der in der Norm definierte Winterdiesel ganzjährig an den Tankstellen angeboten. Dieser Umstand führte zu Irritationen, als der österreichische Mineralölkonzern OMV Ende 2010 einen Premiumdiesel unter dem Handelsnamen „Winter Diesel“ einführte, die mit einem garantierten CFPP-Wert von −35 °C der oben beschriebenen Qualität als Polardiesel entspricht. Auch andere Mineralölkonzerne bieten Premiumdiesel an, deren CFPP-Werte ganzjährig garantiert über die Anforderungen an Winterdiesel hinausgehen. (OMV MaxxMotion CFPP −40 °C, Aral/BP Ultimate Diesel CFPP −24 °C / −30 °C, Agrola Diesel cleanline CFPP −30 °C)
| Bezeichnung      | CFPP-Wert | Zeitraum   |
| ---------------- | --------- | ---------- |
| Ganzjahresdiesel | −20 °C    | ganzjährig |

### Australien
Der australische Standard für Fahrzeugdiesel AS 3570 benennt die Grenzwerte für den Cloudpoint einzeln für die zwölf Kalendermonate je aufgeteilt auf zwölf Klimagebiete in Australien. Die zu den zwölf klimatischen Regionen genannten Werte liegen zwischen −3 °C und 15 °C. In Australien wird der CFPP-Wert typisch auf 2 °C unter dem Cloudpoint gelegt. Die Norm benennt auch besondere Gebiete, in denen besonders kalte Wettersituationen auftreten können (z. B. Australische Alpen).
| Jan  | Feb  | Mär  | Apr  | Mai – Jul | Aug  | Sep  | Okt  | Nov  | Dez  | Gebiet | Gebiet                        |
| [°C] | [°C] | [°C] | [°C] | [°C]      | [°C] | [°C] | [°C] | [°C] | [°C] | Gebiet | Gebiet                        |
| ---- | ---- | ---- | ---- | --------- | ---- | ---- | ---- | ---- | ---- | ------ | ----------------------------- |
| 15   | 10   | 5    | 2    | 1         | 4    | 7    | 11   | 14   | 15   | AUC    | Australia – Central (NT/SA)   |
| 15   | 15   | 12   | 9    | 8         | 10   | 14   | 15   | 15   | 15   | AUN    | Australia – North (WA/NT/QLD) |
| 9    | 5    | 2    | 0    | −1        | 10   | 14   | 15   | 15   | 15   | NSW    | New South Wales               |
| 15   | 12   | 7    | 4    | 2         | 4    | 7    | 12   | 15   | 15   | QC     | Queensland – Central          |
| 15   | 15   | 11   | 7    | 6         | 8    | 11   | 15   | 15   | 15   | QCN    | Queensland – Central North    |
| 15   | 15   | 12   | 7    | 7         | 9    | 12   | 15   | 15   | 15   | QFNE   | Queensland – North East       |
| 11   | 7    | 3    | 0    | −1        | 0    | 2    | 7    | 9    | 13   | QS     | Queensland – South            |
| 8    | 6    | 4    | 2    | 1         | 2    | 4    | 5    | 6    | 9    | SAS    | South Australia – South       |
| 3    | 1    | −1   | −2   | −3        | −3   | −1   | 0    | 2    | 3    | TAS    | Tasmania                      |
| 9    | 6    | 3    | 1    | 0         | 1    | 2    | 4    | 6    | 8    | VIC    | Victoria                      |
| 15   | 15   | 9    | 6    | 5         | 7    | 11   | 15   | 15   | 15   | WAC    | Western Australia – Central   |
| 10   | 6    | 4    | 3    | 2         | 2    | 3    | 5    | 8    | 10   | WAS    | Western Australia – South     |

### Belgien
Belgien hat den europäischen Standard für Dieselkraftstoffe in die nationale NBN EN 590 übernommen. Der Winterdiesel wird dabei gesetzlich mit CFPP −15 °C spezifiziert. Der Mineralölkonzern VanRaak sichert darüber hinausgehend einen CFPP von −20 °C im Zeitraum von 1. November bis 28. Februar zu und bietet den ganzen Oktober einen Übergangsdiesel mit CFPP −11 °C an. An den Tankstellen der Marke „power“ wird in einem erweiterten Zeitrahmen von 15. Oktober bis 15. März ein Winterdiesel mit CFPP −20 °C angeboten.
| Bezeichnung                   | CFPP-Wert | Zeitraum        | EN 590  |
| ----------------------------- | --------- | --------------- | ------- |
| diesel d'hiver / winterdiesel | −15 °C    | 01.11. – 28.02. | Class E |

### Dänemark
In Dänemark gilt die Norm DS EN 590. Es werden drei Zeiträume mit unterschiedlichem CFPP für Dieselkraftstoffe unterschieden, je für Winter (Vinter), Herbst (Efterår) und Sommer (Sommer) – weitere angegebene Werte entsprechen der Ist-Analyse bei Shell und Statoil in Dänemark.
| Bezeichnung | CFPP-Wert | Zeitraum        | Ist-CFPP | Ist-Cloudpoint |
| ----------- | --------- | --------------- | -------- | -------------- |
| Sommer      | −10 °C    | 01.04. – 30.09. | −12 °C   | 0 °C           |
| Efterår     | −15 °C    | 01.10. – 30.11. | −18 °C   | −7 °C          |
| Vinter      | −20 °C    | 01.12. – 31.03. | −24 °C   | −10 °C         |

### Finnland
Es gelten die Messvorschriften der EN 590.
| Abschnitt     | CFPP-Wert | Zeitraum        |
| ------------- | --------- | --------------- |
| Sommerperiode | −5 °C     | 01.04. – 31.10. |
| Winterperiode | −26 °C    | 01.11. – 31.03. |

### Frankreich
In Frankreich entsprechen Dieselkraftstoffen den EN 590 – Klassen B, E und F, jeweils für Sommerdiesel, Winterdiesel und bei Wintereinbrüchen.
| Bezeichnung    | CFPP-Wert | Zeitraum        | EN 590  |
| -------------- | --------- | --------------- | ------- |
| diesel d'été   | 0 °C      | 01.05. – 31.10. | Class B |
| diesel d'hiver | −15 °C    | 01.11. – 30.04. | Class E |

### Kanada
Kanada hat allgemein ein arktisches Klima. Die Standardisierungsbehörde Canadian General Standards Board veröffentlicht Karten zu üblichen regionalen Niedrigtemperaturen, sodass die Tankstellenketten den Dieseltreibstoff anpassen können, was diese etwa zehnmal im Jahr machen. Mit diesem Prinzip folgt man dem US-amerikanischen Standard ASTM D 975, der auch winterlichen Diesel beschreibt (siehe Vereinigte Staaten). Messungen an den Tankstellen ergaben, dass Dieseltreibstoff einen Pour Point von -30 °C aufweist, was typisch für Polardiesel im Rest der Welt ist.

### Niederlande
In den Niederlanden gilt die DIN-Norm (siehe Winterdiesel Deutschland). Eine eigene Norm wurde nicht veröffentlicht, da die Belieferung von Tankstellen häufig grenzüberschreitend erfolgt (etwa bei Shell).

### Norwegen
Norwegen hat die europäische Spezifikation in Klassen in die Norm NS-EN 590 übernommen. In der zentralen Winterperiode wird dabei arktischer Winterdiesel entsprechend Klasse 2 (Vinterdiesel Arktisk Grad 2) angeboten. Die ausgewiesenen Zeiträume können je nach Region um ± 14 Tage abweichen.
| Klassifikation | CFPP-Wert | Zeitraum        |
| -------------- | --------- | --------------- |
| Minimum        | −11 °C    | 01.04 – 15.09.  |
| Winterdiesel   | −24 °C    | 16.09. – 30.11. |
| Polardiesel    | −32 °C    | 01.12. – 28.02. |
| Winterdiesel   | −24 °C    | 01.03. – 30.03. |

### Polen
Die gesetzlichen Mindestzeiträume werden von einigen Tankstellenketten um einige Wochen erweitert. In besonders kalten Winterperioden wird auf Polardiesel bis −32 °C umgestellt, in einigen Regionen sogar −40 °C. Einige Mineralölkonzerne garantieren für ihre Premiumdiesel eine tiefere Filtrierbarkeitsgrenze (BP Ultimate Diesel CFPP −30 °C ganzjährig, Statoil DieselGold/SupraDiesel CFPP −40 °C Winterzeit)
| Abschnitt     | CFPP-Wert | Zeitraum        |
| ------------- | --------- | --------------- |
| Übergangszeit | −10 °C    | 01.10. – 15.11. |
| Winterzeit    | −20 °C    | 16.11. – 28.02. |
| Übergangszeit | −10 °C    | 01.03. – 15.04. |

### Russland
In Russland regelt die GOST 305-82 «Топливо дизельное. Технические условия» (Diesel-Kraftstoff. Technische Bedingungen) die Eigenschaften von Diesel. Dabei werden drei klimatische Qualitäten unterschieden:
| Bezeichnung                                 | Dichte (max) | Flammpunkt (min) | Stockpunkt (max) | Cetanzahl (min) | Viskosität (20 °C) |
| ------------------------------------------- | ------------ | ---------------- | ---------------- | --------------- | ------------------ |
| Летнее дизельное топливо (Sommerdiesel)     | 860 kg/m³    | 62 °C            | −5 °C            | 45              | 3,0–6,0 mm²/s      |
| Зимнее дизельное топливо (Winterdiesel)     | 840 kg/m³    | 40 °C            | −35 °C           | 45              | 1,8–5,0 mm²/s      |
| Арктическое дизельное топливо (Polardiesel) | 830 kg/m³    | 35 °C            | −50 °C           | 40              | 1,4–4,0 mm²/s      |

### Schweden
Schweden hat die europäische Norm grundsätzlich in SS-EN 590 übernommen. Der Schwedische Standard SS 155435 für Dieselkraftstoffe (eingeführt 1972 und zuletzt 2016 aktualisiert) wird jedoch weitergeschrieben, da die Anforderungen Ultra Low Sulfur Diesel über die europäischen Werte hinausgehen. Bedingt durch eine verschiedene Besteuerung wird in Schweden an den Tankstellen nur Diesel nach der erweiterten schwedischen Norm angeboten.
Die Belieferung durch die Circle K Sverige kennt nur einen Ganzjahresdiesel mit CFFP von -32 °C. Die Tankstellenkette OKQ8 dagegen unterscheidet ganzjährig zwei Gebiete, in Mittelschweden begrenzt am Fluss Dalälven auf etwa 60° nördlicher Breite.
| Dieselbezeichnung                    | CFPP value | Zeitraum   |
| ------------------------------------ | ---------- | ---------- |
| Söder om Dalälven (südlicher Diesel) | −24/−26 °C | ganzjährig |
| Norr om Dalälven (nördlicher Diesel) | −32/−35 °C | ganzjährig |

### Spanien
Es gelten die Messvorschriften der EN 590.
| Abschnitt     | CFPP-Wert | Zeitraum        |
| ------------- | --------- | --------------- |
| Sommerperiode | 0 °C      | 01.04. – 30.09. |
| Winterperiode | −10 °C    | 01.10. – 31.03. |

### Tschechien
Zeiten und Anforderungen des tschechischen Winterdiesels (směsné motorové nafty) sind in ČSN EN 590 geregelt. Die Qualitäten für mildes Klima werden in die Klassen A bis F eingeteilt, die Qualitäten für arktisches Klima werden in die Klassen 0 bis 4 eingeteilt. Die zeitlich vorgeschriebenen Sorten entsprechen den Bezeichnungen als Třída B, Třída D und Třída F (für den eigentlichen Winterdiesel). Die angebotenen Diesel entsprechend Třída 2 bezeichnen den Polardiesel mit einer mindesten Verwendbarkeit bis −32 °C (etwa in Skigebieten).
| Bezeichnung | CFPP-Wert | Zeitraum        |
| ----------- | --------- | --------------- |
| Třída B     | 0 °C      | 15.04 – 30.09.  |
| Třída D     | −10 °C    | 01.10. – 15.11. |
| Třída F     | −20 °C    | 16.11. – 01.03. |
| Třída D     | −10 °C    | 01.03. – 14.04. |

### Vereinigtes Königreich
Im Vereinigten Königreich wird Diesel in Kraftstoff für Winter (Winter Fuel) und Sommer (Summer Fuel) unterschieden, entsprechend BS EN 590 / BS EN14214 (biodiesel). Die gleichen Werte gelten für Irland in IS EN14214. Die Auslieferung für Winterdiesel beginnt im November und endet im März.
| Bezeichnung | CFPP-Wert | Zeitraum        | Cloudpoint |
| ----------- | --------- | --------------- | ---------- |
| Summer Fuel | −5 °C     | 16.03. – 15.11. | 3 °C       |
| Winter Fuel | −15 °C    | 16.11. – 15.03. | −5 °C      |

### Vereinigte Staaten
In den USA gibt es keine Vorschriften der Bundesstaaten zu einem spezifischen Zeitraum, in dem Winterdiesel angeboten werden muss und die Norm ASTM D 975 hat keinen speziellen Testwert für die Kälteeigenschaften von Dieselkraftstoffen. Stattdessen enthält die Norm eine Regelung den Cloudpoint des Kraftstoffs zu messen und sicherzustellen, dass dieser nicht mehr als 6 °C über dem zehnten Perzentil des Temperaturminimums des Kalendermonats der jeweiligen Umgebung liegt. Das zehnte Perzentil (Dezil) errechnet sich aus den drei kältesten Tagen von 30 Tagen eines Monats. Die ASTM-D-975-Norm enthält dabei ein Kartenwerk, das für jeden Bundesstaat den zu erwartenden zehnten Perzentil für jeden Monat ausweist.
Unter Maßgabe dieser Richtlinie wird an Tankstellen passender Winterdiesel angeboten – die Kälteeigenschaften können dabei auf zwei Wegen erreicht werden
- winter blend („winterliche Mischung“) – die Tankstelle hat schon No.-1-Kerosin in den No.-2-Diesel passend hinzugefügt.
- winterized diesel („winterfester Diesel“) – dem No.-2-Diesel wurden Additive passend zur Temperatur hinzugefügt.

Da die Behandlung mit Additiven billiger ist (1:40000) als die Mischung mit Kerosin ist der angebotene Winterdiesel meistenteils ein winterfester Diesel. In kalten Regionen gibt es No.-1-Kerosin an der gleichen Zapfsäule, was dem Fahrer die Möglichkeit gibt, selbst über eine winterliche Mischung zu entscheiden.

## Dieselmischung

### Fließverbesserer
Ersatzweise wird mitunter empfohlen, entsprechende Zusätze im Autozubehörhandel zu kaufen und selbst zuzumischen.
Diese Fließverbesserer werden zu dem Dieselkraftstoff in den Tank gegeben.
Diese Zusätze sind allerdings nur bei einer Treibstofftemperatur ab +20 °C optimal mit dem Diesel mischbar. Ist der Treibstoff im Tank kälter, kann keine optimale Vermischung stattfinden und die Zusätze können nicht wirksam werden.
Mineralölkonzerne und Autohersteller warnen davor, Fließverbesserer zum Angebot der Premiumdiesel oder Winterdiesel (auch Sorten der Übergangszeit) zuzusetzen – die Mischung der schon im Kraftstoff vorhandenen Additive und den Additiven des Fließverbesserers kann die Eigenschaften verschlechtern, und statt eines besseren CFPP kann sich sogar der umgekehrte Effekt einstellen.

### Normalbenzinzumischung
Bis in die frühen 1990er-Jahre wurde in manchen Betriebsanleitungen empfohlen, bis zu 20 % Normalbenzin zum Dieselöl beizumischen, allerdings mit Einschränkungen in der Wirtschaftlichkeit und des Laufverhaltens des Dieselmotors. Dies ist heute meist nur noch bei alten Dieselmotoren mit Vor- oder Wirbelkammereinspritzung und verhältnismäßig einfacher Reiheneinspritzpumpe als auch rein mechanischer Verteilereinspritzpumpe möglich, auch wenn diese durch den Kraftstoff geschmiert werden.
Die Zugabe von Benzin zu Diesel senkt den Flammpunkt des Dieselkraftstoffes drastisch. Dies führt zu einer erhöhten Explosionsgefahr und sollte daher aus Sicherheitsgründen nicht durchgeführt werden. Genaueres steht im Handbuch des Autos. Fahrzeuge mit Common-Rail- oder Pumpe-Düse-Direkteinspritzung (seit etwa 2000 am Markt) vertragen die Zugabe des Benzins grundsätzlich nicht, da der Schmierfilm, der durch die selbstschmierende Wirkung des Dieselkraftstoffes in den Pumpen entsteht, durch Ottokraftstoff abgewaschen wird, was die Pumpen unmittelbar beschädigt. Auch nach versehentlichem Falschtanken darf der Motor nicht gestartet werden.

### Kerosin
In den USA werden die Treibstoffsorten der Mitteldestillate in Klassen verkauft – die erste Fraktion „No. 1 fuel“ entspricht dem Petroleum / Kerosin, die zweite Fraktion „No. 2 fuel“ dem Truckdiesel für den Straßenverkehr, die mittleren Fraktionen sind ungebräuchlich, die fünfte Fraktion ist üblich als Marinedieselöl und die unterste sechste Fraktion ist als Schweröl nur selten gebräuchlich. Im Tankstellennetz ist es dabei üblich, gleichzeitig „No. 1“- und „No. 2“-Diesel anzubieten (entsprechend Spezifikation ASTM D975) und es dem Fahrer zu überlassen, in welchem Mischungsverhältnis er tankt. Die eigene Mischung ist vorteilhaft angesichts der weiten Strecken vieler Trucktransporte und schnellen Wetterwechsel bis tief in den Kontinent hinein (Blizzards), sodass eine allgemeine Festlegung einer Handelssorte oft nicht hinreichend ist. Der „No. 1“-Diesel hat dabei einen natürlichen CFFP von -40 °C und im Allgemeinen wird geraten, für je 10 % zusätzlichem No.-1-Diesel mit einer erweiterten Kältefestigkeit von 5 Grad zu rechnen. Die weite Verbreitung von No.-1-Diesel hat dazu geführt, dass einige Lieferfahrzeuge auf Dieselmotorbasis zwingend mit dem Treibstoff betankt werden müssen.
Die Verwendung von bis zu 25 % Petroleum im Tank zur Verbesserung der Kälteeigenschaften war auch in Europa lange üblich, wurde jedoch durch die allgemeine Verfügbarkeit von Winterdiesel mit speziellen Additiven verdrängt. Der in den USA erhältliche „No. 1 fuel“ ist teurer als „No. 2 fuel“, sodass regional auch auf die winterlichen Handelssorten („winterized diesel“) zurückgegriffen wird – die Festlegung der Mindestbedingungen für Winterdiesel ist dabei jedoch Sache der Bundesstaaten und bleibt in vielen Bundesstaaten gänzlich den Tankstellenketten überlassen. Während die Unsicherheit der Winterfestigkeit der Handelssorten eher für „No. 1 fuel“ spricht, so erreichen insbesondere moderne Turbomotoren mit Direkteinspritzung ihre eigentliche Leistung nicht (Mehrverbrauch) durch Verwendung des „No. 1 fuels“. Einige europäische Autohersteller schließen für ihre Modelle die Verwendung des „No. 1 fuels“ ganz aus. Dies folgt ähnlichen Gründen wie die Ablehnung der Zugabe von Benzin zum Diesel für moderne Motoren mit Direkteinspritzung – „No. 1“-Petroleum liegt in der Siedefraktion zwischen Benzin und „No. 2“-Diesel.

## Maßnahmen

### Aufwärmen
Sind das Filtersystem und/oder die Leitungen und der Tank erst einmal versulzt, d. h. durch ausgeflocktes Paraffin des Dieselkraftstoffs verstopft, hilft externes Erwärmen der Pumpe (Kraftstofftank), des Filters und der Leitungen auf etwa 20 °C und Zugeben von Fließverbesserern. Das Aufwärmen kann z. B. durch Heißwasser, Heißluft, elektrische Heizdecke, Aufwärmen in einer beheizten Garage oder in einer Lackierkammer erfolgen. Ein Erwärmen mit offener Flamme sollte vermieden werden, da dies zu Brand oder Explosion führen kann.

### Kraftstoffvorwärmung
Automobile können baulich für den Betrieb bei tiefen Temperaturen angepasst werden. Modelle für Gebiete mit arktischen Temperaturen werden serienmäßig mit einer Kraftstoffvorwärmung ausgeliefert. Da die Flocken im versulzten Diesel zuerst den Kraftstofffilter zusetzen, ist die einfachste Möglichkeit eine elektrische Beheizung des Kraftstofffilters – auf diese Weise kann mit Sommerdiesel statt bis −7 °C bis −20 °C gefahren werden.
Manche Dieselfahrzeuge werden auch in Mitteleuropa mit einer Filter-Vorwärmanlage ausgeliefert. Die Fahrtüchtigkeit des Winterdiesels verbessert sich dabei über den CFPP-Wert hinaus – so gilt für den VW TDI, dass Winterdiesel mit CFPP −15 °C durch die serienmäßige Kraftstoffvorwärmung bis −24 °C betriebssicher ist. Allerdings kann nach einiger Standzeit durch die zunehmend ausgefällten Paraffinpartikel der Kaltstart erschwert sein. Mit dem Argument des Klimawandels haben Autohersteller außerdem begonnen auf Filter-Vorwärmanlagen zu verzichten.